# Delfino Muletti
Delfino Muletti (Saluzzo, 24 dicembre 1755 – Cuneo, 10 dicembre 1808) è stato uno storico e scrittore italiano.

## Biografia
Figlio del banchiere Carlo Felice Muletti, discendente di un'antica famiglia saluzzese, visse i suoi primi anni nella villa-castello detta Merlino dal suo primo proprietario Merlino Enganna dei signori di Barge, marito di Caterina, figlia del marchese Manfredo IV di Saluzzo. Scrisse sei fondamentali volumi dedicati alla storia del Marchesato di Saluzzo che giunge fino al 1548 anno della caduta della dinastia marchionale. I sei volumi uscirono dopo la sua morte con il titolo Memorie storico-diplomatiche appartenenti alla città ed ai marchesi di Saluzzo pubblicati da Domenico Lobetti-Bodoni, 1829-1833, con addizioni e note dal figlio Carlo Muletti. Nel 1973 venne inoltre pubblicato un altro suo inedito a cura della Cassa di risparmio di Saluzzo: Descrizione dello stato presente della città di Saluzzo che tratta gli oggetti più interessanti della città e del suo territorio estendendo i tempi dell'esame fino al 1800.